# Томас (Оклахома)
Томас (англ. Thomas) — місто (англ. city) в США, в окрузі Кастер штату Оклахома. Населення — 1143 особи (2020).

## Географія
Томас розташований за координатами 35°44′51″ пн. ш. 98°44′58″ зх. д. / 35.74750° пн. ш. 98.74944° зх. д. (35.747613, -98.749420).  За даними Бюро перепису населення США в 2010 році місто мало площу 3,06 км², уся площа — суходіл.

## Демографія
Згідно з переписом 2010 року, у місті мешкала 1181 особа в 467 домогосподарствах у складі 313 родин. Густота населення становила 385 осіб/км².  Було 581 помешкання (190/км²).
Расовий склад населення:
| - 87,2 % — білих - 7,9 % — корінних американців - 0,3 % — чорних або афроамериканців - 0,1 % — азіатів - 1,4 % — осіб інших рас |

До двох чи більше рас належало 3,1 %. Частка іспаномовних становила 4,9 % від усіх жителів.
За віковим діапазоном населення розподілялося таким чином: 27,2 % — особи молодші 18 років, 56,8 % — особи у віці 18—64 років, 16,0 % — особи у віці 65 років та старші. Медіана віку мешканця становила 39,6 року. На 100 осіб жіночої статі у місті припадало 94,6 чоловіків;  на 100 жінок у віці від 18 років та старших — 93,7 чоловіків також старших 18 років.
Середній дохід на одне домашнє господарство  становив 67 963 долари США (медіана — 52 700), а середній дохід на одну сім'ю — 70 292 долари (медіана — 60 848). Медіана доходів становила 44 583 долари для чоловіків та 35 938 доларів для жінок. За межею бідності перебувало 12,8 % осіб, у тому числі 16,9 % дітей у віці до 18 років та 18,6 % осіб у віці 65 років та старших.
Цивільне працевлаштоване населення становило 566 осіб. Основні галузі зайнятості: освіта, охорона здоров'я та соціальна допомога — 22,4 %, сільське господарство, лісництво, риболовля — 20,3 %, роздрібна торгівля — 11,3 %, транспорт — 10,2 %.